# Spio setosa
Spio setosa är en ringmaskart som beskrevs av Addison Emery Verrill 1873. Spio setosa ingår i släktet Spio och familjen Spionidae. Inga underarter finns listade i Catalogue of Life.